# Eupolymorphinella
Eupolymorphinella es un género de foraminífero bentónico considerado un sinónimo posterior de Polymorphinella de la subfamilia Polymorphininae, de la familia Polymorphinidae, de la superfamilia Polymorphinoidea, del suborden Lagenina y del orden Lagenida. Su especie-tipo era Eupolymorphinella elegantula. Su rango cronoestratigráfico abarcaba el Holoceno.

## Discusión
Clasificaciones previas incluían Eupolymorphinella en la superfamilia Nodosarioidea.

## Clasificación
Eupolymorphinella incluía a las siguientes especies:
- Eupolymorphinella anticipata
- Eupolymorphinella elegantula